# Pret A Manger

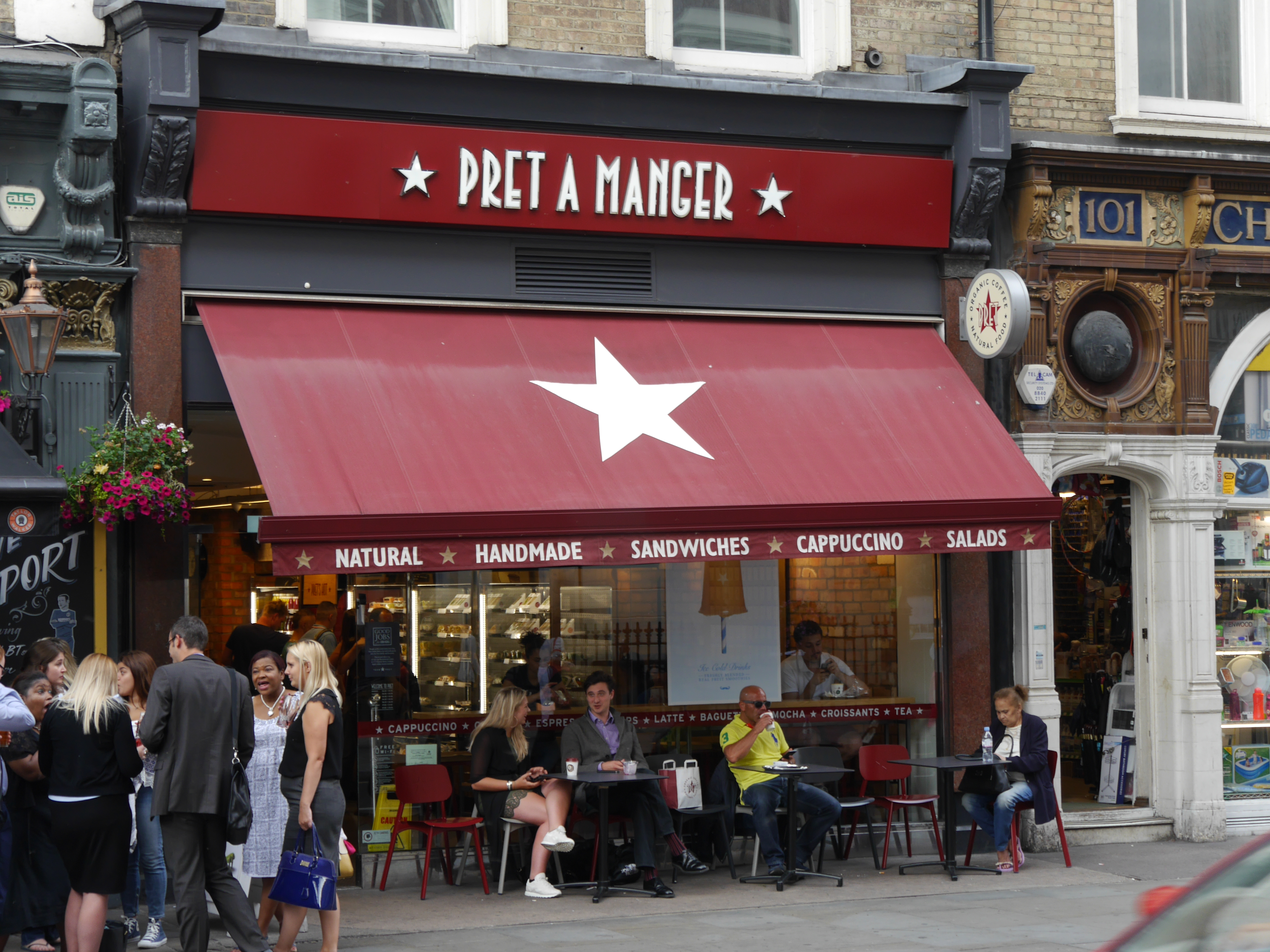
Pret A Manger 在倫敦

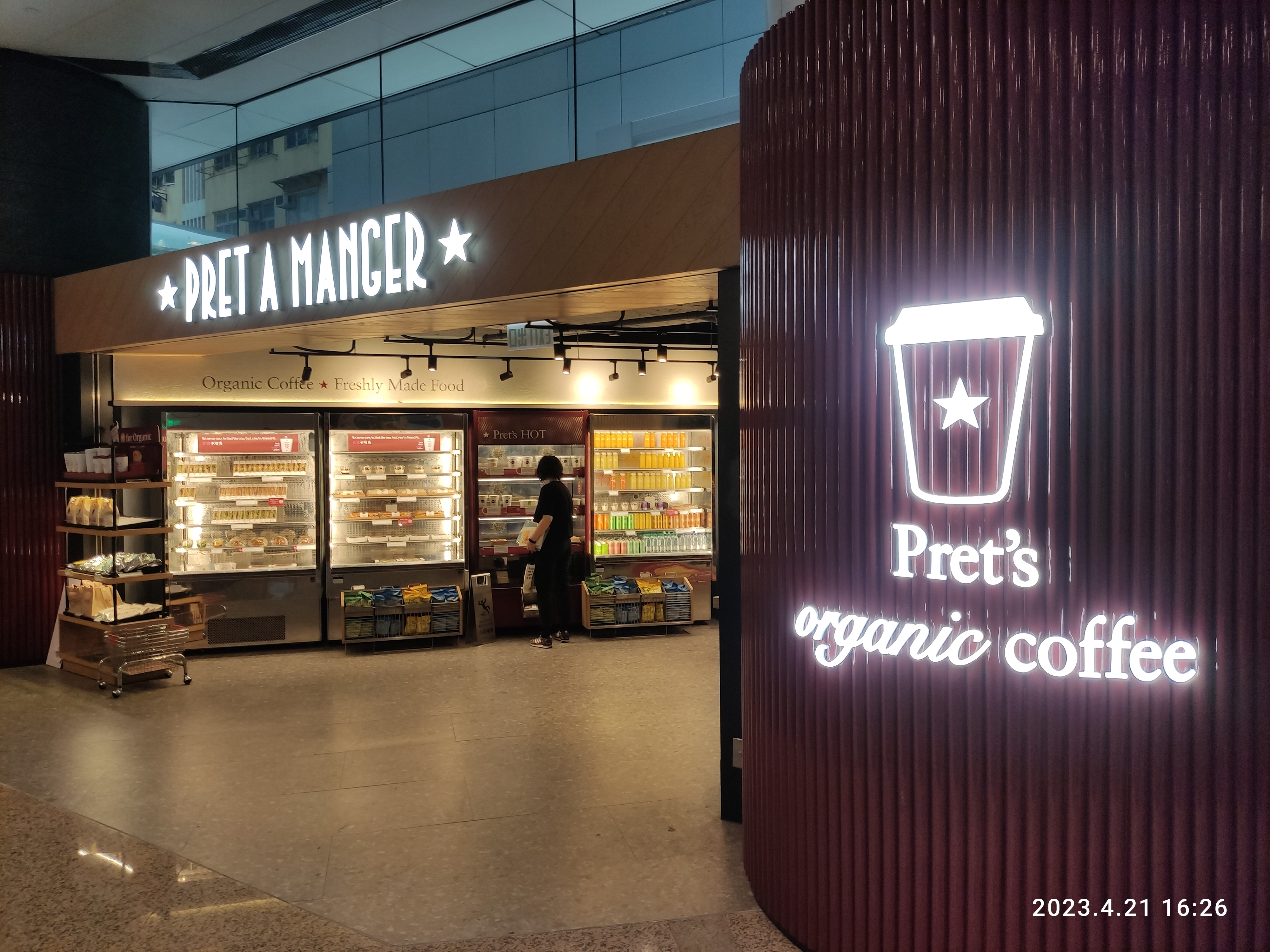
Pret A Manger在香港太古坊

Pret A Manger餐廳是一家成立於英國的跨國公司，由辛克萊·比徹姆和（朱利安·梅特卡夫）於1986年在英國倫敦創立，業務遍佈西歐、北美洲及亞洲。2001年美國快餐鋪麦当劳曾經入股投資其美國的分店，並於2008年賣掉該批股份。此快餐店的顧客對象為白領人士，在香港其同行對手包括太平洋咖啡、星巴克和Caffee Habitu。Pret A Manger現有職員幾千人。

## 名稱由來
餐廳名稱由法文得來，英文翻譯為，意思為「即刻食用」，對應時裝界的一詞，略帶時尚的氣息。

## 食品種類
- 三文治
- 咖啡
- 浓湯
- 法式麵包
- 沙拉
- 果汁
- 奶茶
- 奶昔等

## 分店
歐洲:
- 英国：453間
- 爱尔兰：2間 （页面存档备份，存于）
- 比利时：2間 （页面存档备份，存于）
- 盧森堡：1間 （页面存档备份，存于）
- 瑞士：10間 （页面存档备份，存于）
- 法國：45間
- 德国：4間 （页面存档备份，存于）
- 義大利：1間

北美洲:
- 加拿大：7間 （页面存档备份，存于）
- 美国：60間 （页面存档备份，存于）

亞洲:
- 香港：29間
- 新加坡：1間 （页面存档备份，存于）
- 印度：5間 （页面存档备份，存于）
- 阿联酋：5間 （页面存档备份，存于）
- 科威特：2間 （页面存档备份，存于）

## 外部參考
- Pret A Manger 官方網站
  -  英國**  （页面存档备份，存于）
  -  香港
  -  新加坡 （页面存档备份，存于）
  -  法國（页面存档备份，存于）